# Прогрес МС-11
Прогрес МС-11 (№ 441, за класифікацією НАСА Progress 72 або 72P) — 164-й з 1978 року космічний вантажний корабель серії Прогрес, запущений 4 квітня 2019 року держкорпорацією Роскосмос для 72-ї доставки вантажів до Міжнародної космічної станції (МКС).

## Запуск
Космічну вантажівку «Прогрес МС-11» планувалося запустити 14 квітня 2019 року Запуск здійснено із космодрому Байконур за допомогою ракети-носія Союз-2.1а 4 квітня 2019 року.

## Стикування
Транспортний вантажний корабель пристикувався до надирного стикувального вузла модуля Пірс (СО1) російського службового модуля «Звєзда» того ж дня, за 3 год. 21 хв. після старту.

## Вантаж
Космічний вантажний корабель «Прогрес МС-11» доставив на МКС 2450 кг вантажу, у тому числі їжу, 705 кг палива, 50 кг кисню і повітря, 420 кг води.